# 게리 가드너
게리 가드너(영어: Gary Gardner, 1992년 6월 29일 ~ )는 잉글랜드의 축구 선수이다. 포지션은 중앙 미드필더이며, 현재 소속팀 버밍엄 시티에서 활약하고 있다.